# Kochów (województwo świętokrzyskie)
Kochów – wieś sołecka w Polsce położona w województwie świętokrzyskim, w powiecie opatowskim, w gminie Opatów.
W latach 1975–1998 miejscowość położona była w województwie tarnobrzeskim.
| SIMC    | Nazwa    | Rodzaj             |
| ------- | -------- | ------------------ |
| 0801562 | Kochówek | część miejscowości |

## Historia
Kochów (w dokumentach Cochonow), wieś, w powiecie opatowskim. W r. 1191 daje dziesięcinę kolegiacie sandomierskiej (Kodeks małop.). 
Wieś włościańska i folwark w powiecie opatowskim w gminie Modliborzyce, w parafii Strzyżowice, leżąca w odległości 5 wiorst od Opatowa.
W roku 1827 Kochów i Kochówek były wsiami prywatnymi: w Kochowie było 11 domów i 71 mieszkańców, natomiast w Kochówku 4 domy i 29 mieszkańców. W roku 1880 wieś liczyła 7 domów i 56 mieszkańców, a folwark 4 domy i 50 mieszkańców. 
W wieku XV Kochów należał do Jana Kochanowskiego (prawdopodobnie dziadka poety Jana Kochanowskiego) i Piotra Strzyżowskiego. W wieku XVII Kochów wraz z Gajem, w którym urodził się poeta Wespazjan Kochowski, był w rękach rodziny Maciejowskich. 
Z kolei folwark Kochów wraz z attynencją las witosławski pod koniec XIX w. obejmował 400 mórg ziemi, z czego grunty orne i ogrody stanowiły 327 mórg, lasy - 47, łąki - 12 mórg, pastwiska - 4, a nieużytki i place - 11 mórg. Znajdowało się tam także 15 budynków drewnianych. 
Według spisu powszechnego z roku 1921 Kochów kolonia w gminie Modliborzyce liczył 38 domów, 226 mieszkańców. Obok niego wieś Kochówek (obecnie część Kochowa) posiadała domów 7 i 43 mieszkańców.